# Kuljani (miasto Banja Luka)
Kuljani (cyr. Куљани) – wieś w Bośni i Hercegowinie, w Republice Serbskiej, w mieście Banja Luka. W 2013 roku liczyła 4126 mieszkańców.